# Last Night on Earth
"Last Night on Earth" é uma canção da banda de rock irlandesa U2. É a sexta faixa e terceiro single do álbum Pop, sendo lançado em 14 de julho de 1997.

## Faixas
| N.º | Título                                  | Duração |  |
| 1.  | "Last Night on Earth" (Single)          | 4:14    |  |
| 2.  | "Happiness is a Warm Gun" (The Gun Mix) | 4:45    |  |

## Paradas e posições
| Paradas (1997)                 | Melhor posição |
| ------------------------------ | -------------- |
| Austrália Singles Chart        | 32             |
| Áustria Singles Chart          | 3              |
| Bélgica Ultratop 50 (Flanders) | 29             |
| Canadá RPM Top Singles         | 18             |
| Canadá RPM Rock/Alternative 30 | 1              |
| Canadá Hot 100                 | 4              |
| Países Baixos GFK Dutch        | 14             |
| Países Baixos Top 40           | 17             |
| Finlândia Singles Chart        | 6              |
| Irlanda Singles Chart          | 11             |
| Nova Zelândia Singles Chart    | 36             |
| Noruega Singles Chart          | 20             |
| Suécia Singles Chart           | 43             |
| UK Singles Chart               | 10             |
| Billboard Hot 100              | 57             |
| Hot Mainstream Rock Tracks     | 11             |
| Hot Modern Rock                | 18             |
| Hot Dance Singles Sales        | 22             |